# Giants in the Trees
Giants in the Trees — американський альтернативний рок-гурт, створений у окрузі Вакаєкум, штат Вашингтон, у 2017 році.
Гурт заснував колишній басист гурту Nirvana Кріст Новоселич, який створив гурт як місцевий музичний проект.
Кріст Новоселич (Krist Novoselic), Джилліан Рей (Jillian Raye), Ерік Френд (Erik Friend) і Рей Престегард (Ray Prestegard) були поточними учасниками гурту Giants in the Trees до 2020 року.
До гурту часто приєднувалась вокалістка Дженніфер Джонсон (Jennifer Johnson).

## Історія
За перші два дні спільної гри гурт написав дві пісні: «Sasquatch» і «Center of the Earth».
Трек «Sasquatch» був їхнім першим офіційно випущеним синглом у липні 2017 року; він був випущений разом із музичним відео, як пожартував Кріст, «на створення [відео] було витрачено понад 2 мільйони доларів США».
Однойменний дебютний альбом гурту Giants in the Trees був випущений наприкінці 2017 року.
Другий альбом гурту, Volume 2, вийшов 29 березня 2019 року.
У 2022 році Новоселич, Рей, Джонсон, разом з Меттом Кемероном (Matt Cameron) і Кімом Тайлом (Kim Thayil) із групи Soundgarden, і Буббою Дюпрі («Bubba» Dupree) з групи Void сформували супергурт 3rd Secret.
у 2023 році Новоселич згадував, що у 2020 році гурт Giants in the Trees «розпався» через пандемію коронавірусу.

## Дискографія
- Giants in the Trees (2017)
- Volume 2 (2019)